# Hyphomycetes
Hyphomycetes è un gruppo di funghi imperfetti (Deuteromiceti), irrilevante dal punto di vista tassonomico, che include una grande varietà di stadi asessuali anamorfici ed è caratterizzato dalla produzione di spore asessuate esternamente al micelio. Alcuni di essi, come ad esempio i generi Trichophyton, Microsporum e Sporotrichum, sono responsabili di malattie della pelle, delle unghie e del sistema pilifero; per questo motivo sono anche denominati dermatofiti. Inoltre, danno luogo al micetoma, granuloma che può colpire varie parti del corpo ma la cui manifestazione più classica è il cosiddetto piede di Madura.
A differenza di quanto avviene nei Coelomycetes, nei funghi di Hyphomycetes i conidiofori non sono inseriti in un corpo fruttifero, ma sono sempre liberi; di solito sono isolati, ma a volte appaiono come fasci di cellule allineate in parallelo (descritti come sinnematali) o come masse a forma di cuscino (descritti come sporodochiali). 

## Famiglie di Hyphomycetes
Appartengono a Hyphomycetes le seguenti famiglie, inquadrate nell'ordine Moniliales:
- Dematiaceae
- Moniliaceae
- Stilbaceae
- Tuberculariaceae
- Pseudosaccharomycetacee

## Importanza ecologica
Gli hyphomycetes acquatici o Ingoldiani sono comuni su foglie in decomposizione sommerse e altre sostanze organiche, specialmente in acque correnti pulite con buona aerazione. Le foglie colonizzate cadono dall'albero nel fiume. Il loro micelio ramificato e setto penetra attraverso la superficie fogliare e si diffonde attraverso il tessuto fogliare. I conidiofori si proiettano nell'acqua e portano conidi, che sono spesso strutture sigmoidali, ramificate o tetraradiate. Gli hyphomycetes acquatici svolgono un ruolo importante nella disgregazione della materia organica nei fiumi, perché i loro enzimi extracellulari abbattono il tessuto fogliare, che a sua volta è reso più gradevole agli invertebrati. Le foglie con funghi (condizionate) sono una fonte di cibo più nutriente rispetto alle foglie incondizionate.
Gli hyphomycetes copofilo o amante dei dung sono parte della successione di funghi che si verificano su molti tipi di feci erbivore, giocando un ruolo importante nella decomposizione della cellulosa. [7] Diverse specie si trovano solo su sterco, come Angulimaya sundara, Onychophora coprophila, Pulchromyces fimicola, Sphondylocephalum verticillatum e Stilbella fimetaria.
Gli hyomomycetes entomogeni, entomopatogeni o insetto-patogeni infettano e uccidono insetti (e ragni) e sono particolarmente diversi nelle regioni tropicali e subtropicali, specialmente in Asia. La maggior parte sono stati asessuati o filogeneticamente correlati alle famiglie Ascomicete, Cordycipitaceae e Ophiocordycipitaceae. Gli ospiti degli insetti sono infettati da spore asessuate, che germogliano e crescono per riempire il corpo ospite con micelio o corpi di ifali, quindi producono strutture sporulanti sulla carcassa degli insetti. Si trovano spesso su insetti morti sotto la corteccia o nel terreno, ma alcuni influenzano il comportamento degli insetti ("fungo zombi"), facendo in modo che gli ospiti infetti si arrampichino verso la luce, assicurando che le spore infettive trasmesse per via aerea vengano rilasciate più in alto nella chioma di la foresta o il prato. Gli hyomomycetes entomogeni ben noti sono classificati in Beauveria, Metarhizium e Tolypocladium; nomi generici anamorfici famosi come Akanthomyces, Gibellula, Hirsutella, Hymenostilbe e Isaria sono ora inclusi in generi precedentemente considerati sessuali, come Cordyceps, Ophiocordyceps e Torubiella sotto la nomenclatura di nome univoco. Le specie di Beauveria e Metarhizium mostrano alcune promesse come agenti di controllo biologico contro gli insetti parassiti. Il tolypocladium inflatum era la fonte originale della ciclosporina A, usata come farmaco per prevenire il rigetto dei trapianti di organi.
Molti funghi alimentari sono gli hyphomycetes. Le specie di Penicillium e Aspergillus sono agenti particolarmente comuni di deterioramento degli alimenti e producono anche importanti micotossine che influiscono sulla salute umana. Alcune specie, come il Penicillium digitatum sugli agrumi e il Penicillium expansum sulle mele, sono comuni su determinati alimenti, mentre altre sono meno specializzate e crescono su molti diversi tipi di alimenti.
Gli hyphomycetes nematofagi o intrapposti da nematodi o vivono i loro cicli vitali nei corpi di nematodi morti o catturano e uccidono nematodi per integrare i loro fabbisogni di azoto. Le specie del genere hyphomycete Arthrobotrys, filogeneticamente correlate o che sono le forme asessuate di Orbilia, producono anse costrittive che si chiudono rapidamente per afferrare nematodi, o anelli non costrittivi o reti ifali che intrappolano i nematodi o manopole appiccicose che aderiscono ai nematodi mentre nuotano di. I tentativi di sfruttare questi funghi come agenti di controllo biologico contro nematodi nocivi all'agricoltura sono stati generalmente infruttuosi.
| Controllo di autorità | Thesaurus BNCF 34459 · LCCN (EN) sh85063743 · BNF (FR) cb12270274b (data) · J9U (EN, HE) 987007536177905171 |